# New York Film Critics Circle Awards 1990
La 56ª edizione della cerimonia dei New York Film Critics Circle Awards, annunciata il 18 dicembre 1990, si è tenuta il 13 gennaio 1991 ed ha premiato i migliori film usciti nel corso del 1990.

## Vincitori e candidati

### Miglior film
- Quei bravi ragazzi (Goodfellas), regia di Martin Scorsese
- Mr. & Mrs. Bridge, regia di James Ivory
- Rischiose abitudini (The Grifters), regia di Stephen Frears
- Il mistero Von Bulow (Reversal of Fortune), regia di Barbet Schroeder

### Miglior regista
- Martin Scorsese - Quei bravi ragazzi (Goodfellas)
- Bernardo Bertolucci - Il tè nel deserto (The Sheltering Sky)

### Miglior regista esordiente
- Whit Stillman - Metropolitan
- John McNaughton - Henry, pioggia di sangue (Henry: Portrait of a Serial Killer)
- Kevin Costner - Balla coi lupi (Dances with Wolves)

### Miglior attore protagonista
- Robert De Niro - Quei bravi ragazzi (Goodfellas) e Risvegli (Awakenings)
- Jeremy Irons - Il mistero Von Bulow (Reversal of Fortune)
- Danny Glover - To Sleep with Anger

### Miglior attrice protagonista
- Joanne Woodward - Mr. & Mrs. Bridge
- Anjelica Huston - Rischiose abitudini (The Grifters)
- Kathy Bates - Misery non deve morire (Misery)

### Miglior attore non protagonista
- Bruce Davison - Che mi dici di Willy? (Longtime Companion)
- Joe Pesci - Quei bravi ragazzi (Goodfellas)
- John Turturro - Crocevia della morte (Miller's Crossing)

### Miglior attrice non protagonista
- Jennifer Jason Leigh - Miami Blues ed Ultima fermata Brooklyn (Last Exit to Brooklyn)
- Joan Plowright - Avalon
- Lorraine Bracco - Quei bravi ragazzi (Goodfellas)

### Miglior sceneggiatura
- Ruth Prawer Jhabvala - Mr. & Mrs. Bridge
- Whit Stillman - Metropolitan
- Charles Burnett - To Sleep with Anger

### Miglior film in lingua straniera
- La ragazza terribile (Das schreckliche Mädchen), regia di Michael Verhoeven • Germania dell'Ovest
- Cyrano de Bergerac, regia di Jean-Paul Rappeneau • Francia
- Nuovo Cinema Paradiso, regia di Giuseppe Tornatore • Italia

### Miglior fotografia
- Vittorio Storaro - Il tè nel deserto (The Sheltering Sky)
- Michael Ballhaus - Quei bravi ragazzi (Goodfellas)